# 베스테로스시

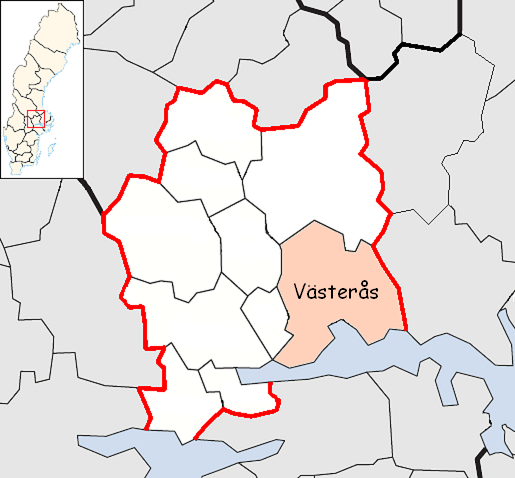
베스테로스 시의 위치

베스테로스시(스웨덴어: Västerås kommun)는 스웨덴 베스트만란드주에 위치한 지방 자치체로 행정 중심지는 베스테로스(베스트만란드 주의 주도)이며 면적은 1,137.835976km2, 인구는 147,420명(2016년 12월 31일 기준), 인구 밀도는 130명/km2이다.

시 문장